# 食蚊希蛛
食蚊希蛛（学名：Achaearanea culicivora）为球蛛科希蛛属的动物。分布于日本以及中国大陆的辽宁等地。该物种的模式产地在日本。